# 越來越愛
《越來越愛》為飛輪海推出的第三張專輯。2008年12月10日正式開始預購。預購版本分為兩個：一般通路版本以及7-11通路版本。於2009年1月2日正式推出。2009年1月23日在台灣發行"冠軍慶功影音雙碟版"，附上全彩寫真詞本及七首MV。

## 曲目
初版 發行: 2009年1月2日
1. 動脈(偶像劇「霹靂MIT」片頭曲)
2. 越來越愛(偶像劇「愛就宅一起」片頭曲)
3. 寂寞暴走（偶像劇）翻滾吧!蛋炒飯插曲
4. 恆星(偶像劇「翻滾吧!蛋炒飯」片頭曲)
5. 默默(偶像劇「愛就宅一起」片尾曲)
6. 最佳聽眾(偶像劇)翻滾吧!蛋炒飯）插曲
7. 留下來(偶像劇)霹靂MIT插曲
8. 孤單摩天輪(偶像劇)(霹靂MIT)插曲
9. 雨是眼淚偶像劇(霹靂MIT)插曲
10. 妳應該被珍惜偶像劇(霹靂MIT)插曲
11. supeman（偶像劇(籃球火)插曲吳尊獨唱曲12'絕對無敵(偶像劇)（籃球火）插曲吳尊獨唱曲

冠軍慶功影音雙碟版 發行: 2009年1月23日
CD
1. 動脈(偶像劇「霹靂MIT」片頭曲)
2. 越來越愛(偶像劇「愛就宅一起」片頭曲)
3. 寂寞暴走偶像劇(翻滾吧!蛋炒飯)插曲
4. 恆星(偶像劇「翻滾吧!蛋炒飯」片頭曲)
5. 默默(偶像劇「愛就宅一起」片尾曲)
6. 最佳聽眾偶像劇(翻滾吧!蛋炒飯)插曲
7. 留下來偶像劇(霹靂MIT)插曲
8. 孤單摩天輪偶像劇(霹靂MIT)插曲
9. 雨是眼淚偶像劇(霹靂MIT)插曲
10. 妳應該被珍惜偶像劇(霹靂MIT)插曲
11. supeman（偶像劇）籃球火插曲吳尊獨唱曲12,絕對無敵（偶像劇）籃球火插曲吳尊獨唱曲13'Touch your heart(台灣觀光局形象大使宣傳歌曲)偶像劇(霹靂MIT)插曲

DVD 
1. 越來越愛 MV
2. 寂寞暴走 MV
3. 留下來 MV
4. 默默 MV
5. 恆星 MV
6. 最佳聽眾 MV
7. 孤單摩天輪 MV8•動脈MV9•雨是眼淚mv•10你應該被珍惜mv11•supemanmv12•絕對無敵mv13•touchyouchyourheart